# Nowa Wieś (Jadowniki)
Nowa Wieś – część wsi Jadowniki w Polsce, położona w województwie świętokrzyskim, w powiecie starachowickim, w gminie Pawłów.
W latach 1975–1998 Nowa Wieś administracyjnie należała do województwa kieleckiego.